# Pethia conchonius
Espèce
Statut de conservation UICN

 LC  : Préoccupation mineure
Le barbus rosé (Pethia conchonius), anciennement Puntius conchonius, est un petit poisson exotique vivant en Asie, dans les lacs et ruisseaux.

## Synonymes
Selon BioLib (13 juin 2018) :
- Barbus conchonius (Hamilton, 1822)
- Barbus pyrhopterus (McClelland, 1839)
- Cyprinus conchonius Hamilton, 1822
- Puntius conchonius khagariansis Datta Munshi & Srivastava, 1988
- Systomus conchonius (Hamilton, 1822)
- Systomus pyropterus McClelland, 1839
- Systomus pyrrhopterus McClelland, 1839

## Description
Le barbus rosé est un petit poisson, de 15 cm, qui atteint environ 8 cm dans la nature. Ce poisson trapu possède une conséquente nageoire caudale, et une tache noire circulaire au-dessus de la nageoire anale. La femelle est jaune argenté, et le mâle rosâtre, et bordeaux durant la période de frai. Il vit environ 3 ans.

## Habitat
Pethia conchonius est originaire du nord de l'Inde, du Népal et du Bangladesh mais on le trouve maintenant aussi au Pakistan et en Afghanistan. Grâce à sa popularité auprès des aquariophiles, il a été introduit partout dans le monde.  Il nage vers le fond, dans les lacs, les ruisseaux et petites rivières de montagne à fort courant.

## Comportement
Ce sont des poissons très vifs, grégaires. En aquarium, ils peuvent cohabiter avec d'autres espèces, mais peuvent stresser les plus calmes. 
Pendant la période de frai, le mâle devient plus foncé : il passe du rose au bordeaux. La femelle peut pondre plus de 1 000 œufs, dont les alevins sortiront 24 heures plus tard.

## Nourriture
Les barbus rosés sont omnivores, même si leur régime alimentaire repose surtout sur des proies vivantes, comme les insectes, les vers et les crustacés.

## Rapport avec l'Homme
Le barbus rosé n'est pas pêché, mais il est très demandé par les aquariophiles.
Il peut vivre dans un aquarium communautaire d'au moins 150 L, et il doit être accompagné de cinq autres barbus rosés au moins car il ne supporte pas la solitude. L'eau doit avoir un pH compris entre 6 et 8, un GH entre 5°d et 20°d, et une température comprise entre 20° et 26°.